# Diócesis de Koforidua
La diócesis de Koforidua (en latín: Dioecesis Koforiduana y en inglés: Roman Catholic Diocese of Koforidua) es una circunscripción eclesiástica de la Iglesia católica en Ghana. Se trata de una diócesis latina, sufragánea de la arquidiócesis de Acra. Desde el 12 de abril de 2006 su obispo es Joseph Kwaku Afrifah-Agyekum.

## Territorio y organización
La diócesis tiene 18 600 km² y extiende su jurisdicción sobre los fieles católicos de rito latino residentes en la región Oriental, a excepción de los distritos de Kwahu Afram Plains Norte y Kwahu Afram Plains Sur (surgidos en 2012 al dividirse el distrito de Afram Plains).
La sede de la diócesis se encuentra en la ciudad de Koforidua, en donde se halla la Catedral de San Jorge.
En 2021 en la diócesis existían 24 parroquias.

## Historia
La diócesis fue erigida el 6 de julio de 1992 con la bula Quod iusta del papa Juan Pablo II, obteniendo el territorio de la diócesis de Acra, al mismo tiempo elevada al rango de sede metropolitana, de la que la nueva diócesis pasó a ser sufragánea.
El 12 de junio de 2007 cedió una parte de su territorio para la erección de la prefectura apostólica de Donkorkrom (hoy vicariato apostólico de Donkorkrom) mediante la bula Ad expeditius del papa Benedicto XVI.

## Estadísticas
Según el Anuario Pontificio 2022 la diócesis tenía a fines de 2021 un total de 262 247 fieles bautizados.
| Año                                                                             | Población            | Población | Población      | Sacerdotes | Sacerdotes    | Sacerdotes    | Bautizados por sacerdote | Diáconos permanentes | Religiosos | Religiosos | Parroquias |
| Año                                                                             | Bautizados católicos | Total     | % de católicos | Total      | Clero secular | Clero regular | Bautizados por sacerdote | Diáconos permanentes | Varones    | Mujeres    | Parroquias |
| ------------------------------------------------------------------------------- | -------------------- | --------- | -------------- | ---------- | ------------- | ------------- | ------------------------ | -------------------- | ---------- | ---------- | ---------- |
| 1999                                                                            | 200 000              | 2 500 000 | 8.0            | 46         | 27            | 19            | 4347                     |                      | 27         | 92         | 28         |
| 2000                                                                            | 200 000              | 2 500 000 | 8.0            | 49         | 29            | 20            | 4081                     |                      | 28         | 94         | 29         |
| 2001                                                                            | 200 000              | 2 500 000 | 8.0            | 59         | 31            | 28            | 3389                     |                      | 43         | 94         | 28         |
| 2002                                                                            | 280 000              | 2 800 000 | 10.0           | 60         | 35            | 25            | 4666                     |                      | 37         | 95         | 25         |
| 2003                                                                            | 201 335              | 2 100 000 | 9.6            | 67         | 45            | 22            | 3005                     |                      | 39         | 78         | 29         |
| 2004                                                                            | 201 335              | 2 100 000 | 9.6            | 74         | 52            | 22            | 2720                     |                      | 39         | 73         | 29         |
| 2006                                                                            | 210 000              | 2 193 000 | 9.6            | 61         | 39            | 22            | 3442                     |                      | 50         | 75         | 21         |
| 2013                                                                            | 224 202              | 2 551 000 | 8.8            | 71         | 57            | 14            | 3157                     |                      | 48         | 78         | 24         |
| 2016                                                                            | 226 725              | 2 388 900 | 9.5            | 77         | 61            | 16            | 2944                     |                      | 49         | 83         | 24         |
| 2019                                                                            | 259 654              | 2 557 650 | 10.2           | 93         | 77            | 16            | 2791                     |                      | 48         | 81         | 24         |
| 2021                                                                            | 262 247              | 2 672 740 | 9.8            | 96         | 82            | 14            | 2731                     |                      | 50         | 51         | 24         |
| Fuente: Catholic-Hierarchy, que a su vez toma los datos del Anuario Pontificio. |                      |           |                |            |               |               |                          |                      |            |            |            |

## Episcopologio
- Gabriel Charles Palmer-Buckle (6 de julio de 1992-30 de marzo de 2005 nombrado arzobispo de Acra)
- Joseph Kwaku Afrifah-Agyekum, desde el 12 de abril de 2006